# Taco van der Hoorn
Taco van der Hoorn (* 4. Dezember 1993 in Rotterdam) ist ein niederländischer Radrennfahrer.

## Sportliche Laufbahn
Taco van der Hoorn wurde nach dem niederländischen Hockeyspieler Taco van den Honert benannt. Er begann seine sportliche Laufbahn als Fußballer, musste diesen Sport aber mit 13 Jahren wegen einer Knieverletzung aufgeben. Er schloss sich dem Radsportverein RTV De Bollenstreek an. Sein sportliches Vorbild ist Sebastian Langeveld.
Seit 2010 ist van der Hoorn im internationalen Leistungsradsport unterwegs. 2016 gewann er eine Etappe von An Post Rás, 2017 bei Schaal Sels. 2017 und 2018 fuhr er für das Team Roompot-Nederlandse Loterij. Im November 2017 erlitt er einen Sturz mit einem Crossrad, nach dem er mindestens fünf Monate benötigte, um zu genesen. 2018 feierte er drei Siege, beim Primus Classic, beim Nationale Sluitingsprijs sowie eine Etappe der BinckBank Tour. 2019 und 2020 fuhr er wenig erfolgreich für das Team Jumbo-Visma. 2019 stürzte er bei Paris–Roubaix und musste das Rennen aufgeben. Ende 2020 war unklar, ob er seine Radsportlaufbahn fortsetzen könne.
Für die Saison 2021 gab van der Hoorn zunächst einen Wechsel zum UCI Continental Team BEAT Cycling bekannt,  allerdings unterschrieb er im darauffolgenden Monat einen Vertrag mit dem UCI WorldTeam Intermarché-Wanty-Gobert Matériaux.
Am 10. Mai 2021 gewann Taco van der Hoorn als Ausreißer überraschend die dritte Etappe des Giro d’Italia. In der 5. Etappe der Tour de France 2022 über das Kopfsteinpflaster von Paris–Roubaix wurde er im Sprint nur knapp von Simon Clarke geschlagen.
Im Frühjahr 2023 stürzte Taco van der Hoorn bei der Flandern-Rundfahrt und verpasste den Rest der Saison wegen der anhaltenden Folgen einer Gehirnerschütterung.

## Erfolge
2016
- eine Etappe An Post Rás

2017
- Schaal Sels

2018
- Primus Classic
- Nationale Sluitingsprijs
- eine Etappe BinckBank Tour

2021
- eine Etappe Giro d’Italia
- eine Etappe Benelux-Tour
- Omloop van het Houtland
- Aktivster Fahrer Polen-Rundfahrt

2022
- Brussels Cycling Classic

## Grand Tour-Platzierungen
| Grand Tour            | 2021 | 2022 | 2023 | 2024 |
| --------------------- | ---- | ---- | ---- | ---- |
| Giro d’ItaliaGiro     | 107  | –    | –    | –    |
| Tour de FranceTour    | –    | 124  | –    | –    |
| Vuelta a EspañaVuelta | –    | –    | –    | –    |